# Novaranea
Genre
Novaranea est un genre d'araignées aranéomorphes de la famille des Araneidae.

## Distribution
Les espèces de ce genre se rencontrent en Australie et en Nouvelle-Zélande.

## Liste des espèces
Selon World Spider Catalog (version 17.0, 24/03/2016) :
- Novaranea courti Framenau, 2011
- Novaranea queribunda (Keyserling, 1887)

## Publication originale
- Court & Forster, 1988 : The spiders of New Zealand: Part VI. Family Araneidae. Otago Museum Bulletin, vol. 6, p. 68-124.